# バート・ケーゼン
バート・ケーゼン（ Bad Kösen）は、ドイツ連邦共和国の旧都市。現在はナウムブルクの市区に編入されている。ザクセン＝アンハルト州に属する。人口は約5500人（2005年）。

## 概要
ぶどうの栽培が盛んなほか、鉱泉が湧いており保養地としても知られる。近隣の都市としては、約25km南西のイェーナ、40km南東のゲーラなどが挙げられる。ナポレオン戦争における激戦地となったアウエルシュテットから約10kmほど東。ヘッセン州のニダと姉妹都市。